# اولبن
اولبن (به آلمانی: Auleben) یک منطقهٔ مسکونی در آلمان است که در هرینگن/هلمه واقع شده‌است.
 اولبن  ۱٬۰۲۵ نفر جمعیت دارد.